# クランクケース

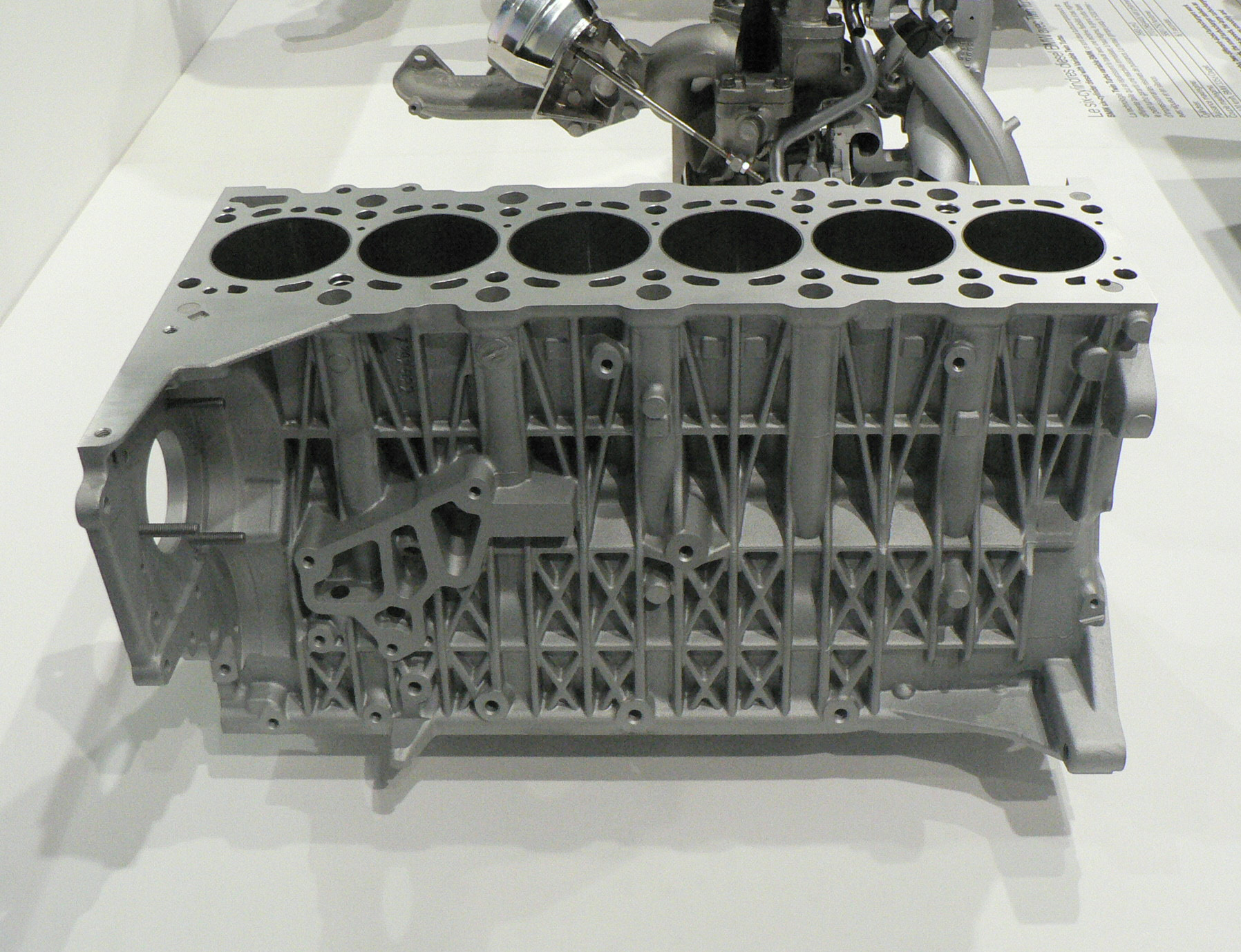
BMW製直列6気筒エンジンのシリンダーブロック

クランクケース(英: crankcase)とはレシプロエンジンを構成する構造の一つで、クランクシャフトが納められる箱状の部位である。

## 概要
クランクケースの主な機能はクランクシャフトの軸受構造を保持し、異物などによりエンジンの動作が妨げられることを防ぐことである。エンジンの用途や設計によっては、このほかに騒音を抑える機能などといった付加的な機能が与えられている場合もある。オートバイ用エンジンなどではクランクケースがシリンダーから分離できる部品で構成されている場合が多いが、今日の自動車用エンジンでは一般的に、シリンダーブロックの一部にクランクケースの構成部位が一体化されている。

## 2ストローク機関

2ストローク機関

2ストロークガソリンエンジンの行程では、ピストンの上昇に伴って混合気がクランクケースに吸い込まれ、ピストンが下降する際に混合気は圧縮されてシリンダーへ送られる。このため、クランクケースは気密性が保たれ、吸入口には逆流を防ぐリードバルブが設けられている。クランクケースによる圧縮は一次圧縮と呼ばれ、掃気を行うために必要な圧力を生んでいる。混合気の吸入と一次圧縮を行うことから、オイルをクランクケースに溜めることができず、混合気に混ぜて供給される。クランクケースを潤滑したオイルは混合気とともに燃焼室へ送られて燃焼される。

## 4ストローク機関

4ストローク機関

4ストロークエンジンのクランクケースには一次圧縮を行う機能は必要なく、クランクシャフトの軸受けを潤滑するエンジンオイルが飛散するのを防ぐ機能が与えられている。また、シリンダーとピストンの隙間からクランクケースに吹き抜けるブローバイガスによって圧力がかかるため、圧力を調整するクランクケースブリーザーと呼ばれる構造が設けられている。
ウェットサンプと呼ばれる潤滑方式ではクランクケースの下部に設けられたオイルパンにオイルが溜められる。オイルパンのオイルは、クランクやコンロッドに設けられた油かき板でシリンダーに飛沫を散布する飛沫潤滑や、オイルポンプで吸い上げてエンジンの各部へ送る圧送潤滑、あるいはそれらの方式の組み合わせによってエンジンの潤滑に用いられる。一方、ドライサンプと呼ばれる潤滑方式では、エンジン外部の独立したタンクにオイルが溜められ、クランクケースはエンジン各部を潤滑したオイルを集めてスカベンジングポンプへ流す機能を持つ。

## オープンクランクエンジン
循環型の潤滑方式が普及する以前の石油発動機やグローエンジンなどに、クランクシャフトが外部に露出したオープンクランクと呼ばれる構造を採るものもあった。特に石油発動機は回転速度が遅く、稼働時間もそれほど長期に渡ることがない用途で用いられることが多かったためこのような構造が採られていた。オープンクランクエンジンの場合には、始動前と作動中に随時オイルを注油する必要がある。このような構造は整備性が良い反面、クランクに注油したオイルが周囲に飛び散りやすく、異物によりベアリングの摩耗が早いために頻繁な分解整備が必要である。